# Daleville (Alabama)
Daleville város az USA Alabama államában, Dale megyében. Lakosainak száma 4866 fő (2020. április 1.).

## Népesség
A település népességének változása:

| 2010 | 5 295 |
| 2020 | 4 866 |